# Elo Viiding

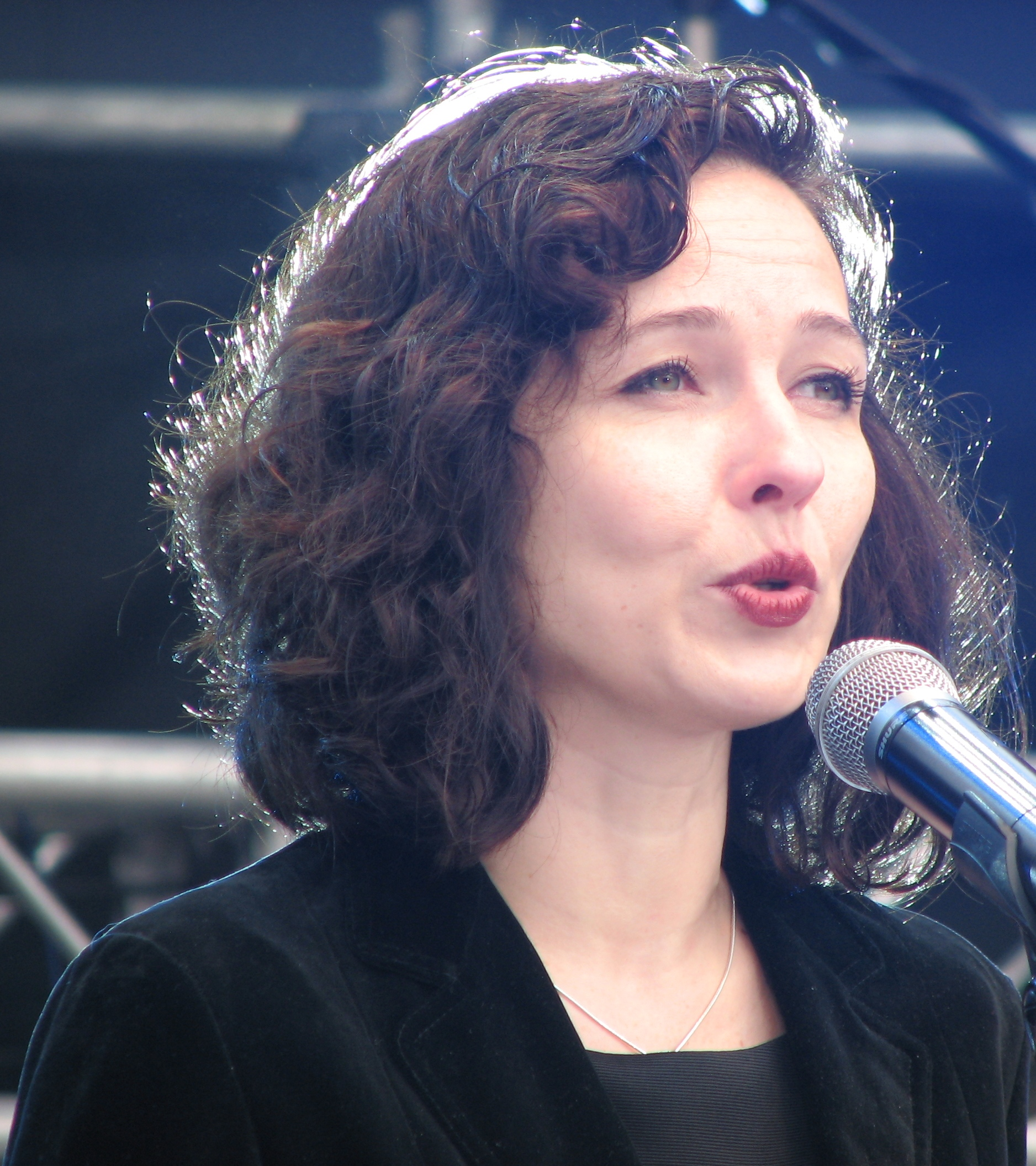
Elo Viiding (2010)

Elo Viiding (ur. 20 marca 1974 w Tallinnie) – poetka estońska
Pochodzi z rodziny o bogatych tradycjach literackich. Jej dziadkiem był Paul Viiding, poeta należący do grupy Arbujad, a ojcem Juhan Viiding, poeta, aktor i reżyser teatralny. Uczyła się gry na skrzypcach, ukończyła szkołę aktorską w Estońskim Instytucie Humanistycznym. Pierwszy tomik wierszy Telg (Osie) opublikowała w 1990 roku pod pseudonimem Elo Vee. Pseudonimem posługiwała się do śmierci ojca w 1995 roku. Pierwszą książką wydaną pod jej własnym nazwiskiem był zbiór wierszy zatytułowany V, wydany w 1998 roku.  

## Wybrana twórczość
- Telg (zbiór wierszy, 1990)
- Laeka lähedus (zbiór wierszy, 1993)
- Võlavalgel (zbiór wierszy, 1995)
- Ingelheim (opowiadania, 1995)
- V (zbiór wierszy, 1998)
- Esimene tahe (zbiór wierszy, 2002)
- Teatud erandid (zbiór wierszy, 2003)
- Selge jälg (zbiór wierszy, 2005)
- Püha Maama (opowiadania, 2008)
- Meie paremas maailmas (zbiór wierszy, 2009)

## Źródła
- Biogram w Estonian Literature Center